# Anomala javana
Anomala javana är en skalbaggsart som beskrevs av Ohaus 1915. Anomala javana ingår i släktet Anomala och familjen Rutelidae. Inga underarter finns listade i Catalogue of Life.